# Onbevlekt Hart van Mariakerk (Den Haag)
De Onbevlekt Hart van Mariakerk, ook wel bekend als de Marlotkerk is een rooms-katholieke kerkgebouw aan het Bloklandenplein in Den Haag.
De kerk staat in de villawijk Marlot en werd in 1947 gebouwd. Hij is gewijd aan het Onbevlekt Hart van Maria. Architect Nicolaas Molenaar jr. ontwierp een kleine zaalkerk in traditionalistische stijl. De stenen waren afkomstig uit de verwoeste gebouwen van de nabijgelegen wijk Bezuidenhout, die in maart 1945 tijdens een Brits bombardement grotendeels werd verwoest. In 2017 zijn de kerk en de bijbehorende pastorie op de gemeentelijke monumentenlijst geplaatst. De kerk en parochiegebouw worden van belang geacht vanwege de "cultuurhistorische waarde als representatief en vroeg voorbeeld van kerkenbouw direct na de Tweede Wereldoorlog, waarbij de materiaalschaarste van die periode uit het ontwerp spreekt".
De kerk werd in 2007 een gebedshuis van de parochie 'Heilige Driekoningen', deze ging in 2015 deel uitmaken van de parochie Maria Sterre der Zee. Vanwege de kleinschaligheid en rustieke sfeer is het kerkgebouw populair als locatie voor het sluiten van huwelijken. 
Het op het terrein gelegen trafohuis, dat in stijl is aangepast naar de kerk, staat geregistreerd als gemeentelijk monument.